# Бесчастнов, Николай Петрович
Никола́й Петро́вич Бесча́стнов (11 июля 1951, Зарайск, Московская область, РСФСР, СССР — 21 июля 2021, Москва, Россия) — российский искусствовед, педагог, автор монографий, учебников и учебных пособий по изобразительному искусству и дизайну. Почётный работник высшего профессионального образования РФ (2005), лауреат премии Правительства РФ в области образования (2010), академик Национальной академии дизайна (2018), почётный житель города Зарайск. Основоположник Российской научной школы художественного проектирования костюма и текстиля.

## Биография
Родился 11 июля 1951 года в подмосковном городе Зарайске, в семье врачей.
С юности мечтал стать художником. После окончания зарайской средней школы N 1 в 1968 году поступил в Московский текстильный институт (МТИ) на Факультет прикладного искусства (ФПИ). По завершении обучения в 1973 году по специальности «Художественное оформление и моделирование изделий текстильной и лёгкой промышленности», продолжил работать в университете и прошёл путь от стажера-преподавателя до профессора, с 1990 года работал в должности заведующего кафедрой Рисунка и живописи. В 1993 году защитил диссертацию на соискание ученой степени кандидата искусствоведения на тему «Становление методов художественного проектирования печатного текстильного рисунка в России», в 1998 году – докторскую на тему «Художественное проектирование текстильного печатного рисунка в России. История, теория, практика». В 2000 году ему было присвоено в почетное ученое звание профессора искусствоведения.
С 2013 года — директор Института искусств Российский государственный университет имени А. Н. Косыгина (Технологии. Дизайн. Искусство). Под его руководством Институт искусств расширил сферу обучения по творческим специальностям и занял лидирующие позиции в подготовке модельеров, дизайнеров текстиля, художников и реставраторов прикладного искусства, фотохудожников и искусствоведов. Помимо научных трудов писал литературные произведения, посвященные Москве и родному Зарайску, в свободное время занимался живописью, графикой и художественной фотографией.
Скоропостижно скончался 21 июля 2021 года в Москве на 71-м году жизни.

### Семья
- Супруга — художница Дергилёва Елена Ивановна (псевдоним Алёна Дергилёва)

- - Сын — Бесчастнов Пётр Николаевич (1978—2023), фотохудожник и искусствовед
  - Дочь — Дергилёва Евдокия Николаевна.

## Творчество
С момента окончания вуза Бесчастнов Н.П. активно занимался научной, творческой и учебно-методической работой в области искусства графики и дизайна. Сфера его научных интересов: история и теория дизайна и графики, искусство орнамента. Этой тематике Бесчастновым Н.П. было посвящено четыре монографии, более 100 научных статей и 24 учебных и методических пособия. Учебная литература, написанная в последнее пятнадцатилетие разошлась по России и странам СНГ массовыми тиражами с грифом Министерства образования Российской Федерации, вошла в основную литературу для обучения художников и дизайнеров в вузах и художественных училищах. Наиболее известные его серии учебников и учебных пособий для вузов изобразительного искусства и дизайна: «Искусство графики», «Искусство орнамента».
За цикл учебников и учебных пособий по станковой графике и графическому дизайну, состоящий из шести книг, Бесчастнов Н.П. был награжден в 2008 году Дипломом на IV всероссийском конкурсе учебных заведений «Университетская книга – 2008», а учебное пособие «Портретная графика» было включено Ассоциацией книгоиздателей России в номинацию «Лучшая книга года». За данные издания был отмечен в 2010 году Российской академией художеств большой медалью «Достойному» и стал лауреатом премии Правительства Российской Федерации в области образования.
Бесчастнов Н.П. огромное внимание уделял воспитанию и обучению молодых художников и искусствоведов. Был членом двух диссертационных советов, постоянно оппонировал кандидатские и докторские диссертации, успешно обучал студентов и аспирантов. Бесчастнов Н.П. был одним из организаторов и участников первого съезда Союза дизайнеров СССР и  активно работал в Союзе дизайнеров России. Был членом экспертного совета по промышленному дизайну при Комитете Государственной Думы по промышленности. 

## Избранные труды
- «Рисунок» — М.: Легпромбытиздат, 1985.
- «Методы художественного проектирования текстильного рисунка» — М.: МТИ, 1988.
- «Печатный рисунок на ткани» — м. Легпромбытиздат, 1990.
- «Этюд натюрморта» — М.: Московский текстильный институт, 1993.
- «Живопись» — М.: Легбытиздат, 1993.
- «Живопись» — М.: Гуманит. Изд. Центр ВЛАДОС, 2001, https://web.archive.org/web/20141030011841/http://www.vlados.ru/book.asp?kod=2562
- «Черно-белая графика» — М.: Гуманит. Изд. Центр ВЛАДОС, 2002, https://web.archive.org/web/20141030011731/http://www.vlados.ru/book.asp?kod=3201
- «Изображение растительных мотивов» — М.: Гуманит. Изд. Центр ВЛАДОС, 2003, https://web.archive.org/web/20141030011408/http://www.vlados.ru/book.asp?kod=6747
- «Художественное проектирование текстильного печатного рисунка» — М.: МГТУ им. А. Н. Косыгина, 2003.
- «Графика текстильного орнамента» — М.: МГТУ им. А. Н. Косыгина, 2004.
- «Графика пейзажа» — М.: Гуманит изд. Центр ВЛАДОС, 2005, https://web.archive.org/web/20141030010720/http://www.vlados.ru/book.asp?kod=7279
- «Графика фигуры человека» — М.: МГТУ им. А. Н. Косыгина, 2006.
- «Наброски головы и фигуры человека» — М.:. МГТУ им. А. Н. Косыгина, 2006.
- «Портретная графика» — М.: Гуманит. Изд. Центр ВЛАДОС, 2007, https://web.archive.org/web/20141030011633/http://www.vlados.ru/book.asp?kod=8838
- «Графика натюрморта» — М.: Гуманит. Изд. Центр ВЛАДОС, 2008.
- «Художественный язык орнамента». М.: Гуманит. Изд. Центр ВЛАДОС, 2010, https://web.archive.org/web/20141030005726/http://www.vlados.ru/book.asp?kod=12241
- «Сюжетная графика» — М.: Гуманит. Изд. Центр ВЛАДОС, 2012, https://web.archive.org/web/20141030010925/http://www.vlados.ru/book.asp?kod=13216
- «Основы композиции (история, теория и современная практика): монография» — М.: ФГБОУ ВО "МГУДТ", 2015, 228 с.
- «Российская школа искусства, моды и художественного текстиля. Институт искусств им. А. Н. Косыгина»— М.: ФГБОУ ВО "РГУ им. А. Н. Косыгина", 2019.
- «Цветная графика» — М.: Гуманит. Изд. Центр ВЛАДОС, 2019.
- «Ткань авангарда» совместно с А. Леврентьевым — М.: Изд. РИП-Холдинг, 2020.
- «Нарисованный Зарайск» совместно с А. Дергилёвой — М.: Изд. Контакт-культура, 2022.

Учебники и учебные пособия Н. П. Бесчастнова вошли в основную литературу для обучения художников и дизайнеров в отечественных вузах и странах СНГ.
- Учебники и учебные пособия Н.П.Бесчастнова

## Достижения
Начиная с 1974 года (выставка «Москва литературная»), Николай Бесчастнов принимал участие во многих выставках как в СССР (России), так и за рубежом.
- 2005 — Почётный работник высшего профессионального образования Российской Федерации.
- 2008 — Лауреат конкурса 2008 Ассоциации книгоиздателей в номинации «Лучшая учебная книга».
- 2010 — Медаль Российской академии художеств «Достойному».
- 2010 — Лауреат премии Правительства Российской Федерации в области образования.
- 2013 — Заслуженный работник культуры Монголии.
- 2018 — Академик Национальной академии дизайна.
- 2022 — Первое место в номинации «ART-книга» Национального конкурса «Книга года» за книгу-альбом «Нарисованный Зарайск».